# Hadik András-szobor
Hadik András lovas szobra egyúttal a 3. huszárezred emlékműve is a Budai Várnegyedben. 1937. április 29-én avatták fel, készítője Vastagh György volt.

## A szobor
A szobor a Szentháromság utca – Úri utca sarkon áll, anyaga bronz, talapzata piszkeharaszti mészkő. A talapzatába üvegtokban elrejtették a szobor állíttatója, a 3. huszárezred 1702 óta elesett katonáinak névsorát. Vastagh György két híres bábolnai törzsménről mintázta a lovat.
A szoborról szóló legenda szerint a ló heréjének megsimogatása szerencsét hoz a BME VIK diákjainak a vizsgákon. Emiatt a mén heréi jóval fényesebbek, mint a szobor bármely egyéb felülete. Ezt a legendát az idegenvezetők is gyakran elmesélik, és vannak, akik be is mutatják a gyakorlatot. 
2023 őszén az Építési és Közlekedési Minisztérium műemlékvédelemért felelős helyettes államtitkára írásban kérte a Budavári Önkormányzatot, hogy a szerintük „a történelmi Várnegyed hangulatát megzavaró frivol viselkedés[t]” szüntessék meg, mert „ennek moderálása társadalmi igény”, amihez szükség lehet akár tábla kihelyezésére is, vagy a közterület-felügyelet beavatkozására.